# 岐阜県立関特別支援学校
岐阜県立関特別支援学校（ぎふけんりつ せきとくべつしえんがっこう）は、岐阜県関市にある肢体不自由の生徒のための特別支援学校。

## 学校概要
- 創立 1966年（昭和41年）
- 学部
  - 小学部
  - 中学部
  - 高等部 普通科
- 所在地 関市倉知向山4909-46
- 校訓
  - 尽 力 必 成（じんりょくひっせい）
- 教育目的
  - 創意ある教育実践を通して、豊かな人間性と児童生徒一人一人の発達段階や障害の状態に応じた生きる力を養い、社会参加・自立できる人間を育てる。

## 沿革
- 1966年 岐阜県立養護学校として設立し、小学部・中学部を置く
- 1968年 高等部を設置する
- 1974年 岐阜県立関養護学校に改称する
- 2007年4月1日 岐阜県立関特別支援学校に改称
- 2015年 岐阜県立中濃特別支援学校高等部分教室を設置。

## アクセス
- 名鉄各務原線 三柿野駅より、岐阜バス（倉知線） 関商工停留所より徒歩約5分